# Play Time
Die Play Time war eine Computerspiele-Zeitschrift, die von Mai 1991 bis August 1995 vom Computec Verlag veröffentlicht wurde. Sie hatte eine Startauflage von 250.000 Exemplaren und wurde anfänglich zum Preis von 1,00 DM verkauft.

## Geschichte
Sie enthielt Spieletests und -tipps sowohl für den PC und die Heimcomputer C64, Atari ST  und Amiga als auch für die zu der Zeit populären Spielekonsolen Sega Mega Drive, Super NES, Game Boy und Sega Game Gear. Die Erscheinungsweise war monatlich, allerdings erschien im Sommer eine Doppelausgabe, so dass pro Jahr elf Ausgaben herausgegeben wurden.
Neben den Spieleberichten gab es auch Reportagen über Spielkonsolen. So wurden auch Berichte über Neo Geo, Atari Jaguar, 3DO und andere Spielkonsolen veröffentlicht. Chefredakteur war von der ersten Ausgabe an Christian Geltenpoth, zur Redaktion gehörte unter anderem Hans Ippisch.
Die Spiele-Lösungen wurden in einem gesonderten Sammelheft gebündelt. Die Sammelhefte waren von den Ausgaben 10/1991 bis 1/1993 im Taschenformat DIN A6, danach wurden sie als DIN-A4-Heft in der Heftemitte eingeheftet und ab Ausgabe 4/1994 als durchnummerierter Dauersammler mit einer Seitennummer und einem sich stetig ergänzenden Spielelösungsindex versehen. Diese Idee wurde in den Ablegern Amiga Games und PC Games 1992 übernommen.
Ab der Ausgabe 12/1993 gab es zusätzlich das C64 Three in One Kombi. Es beinhaltete neben der Zeitschrift jeweils die beiden Diskettenmagazine Magic Disk 64 und Game On, die es seitdem nicht mehr gesondert zu kaufen gab. Die Diskettenmagazine Magic Disk 64 und Game On wurden mit Ausgabe 7/1995 eingestellt. Mit der Ausgabe 8+9/1995 erschien die Play Time zum letzten Mal. Mit der Überschrift „Game Over“, auf der letzten Seite (114) dieser Ausgabe, begründete der damalige stellvertretende Redaktionsleiter Christian Müller die Entscheidung damit, dass ein „Multiformat-Magazin“, wie es Play Time war, keine Zukunft hat. Unter anderem gab er die Schuld der Verbreitung des Personal Computer, die ab dieser Zeit erschwinglich wurden.
Des Weiteren meinte er, dass die zukünftigen Spiele hauptsächlich nur für diese Plattform hergestellt werden. Er verwies auf Play-Time-Ersatz, also auf Magazine, die plattformspezifisch berichten und bedankte sich für die Treue der Leser.

## Leserbriefe
Bis heute sind die Leserbriefe eine Art Kult. Das Markenzeichen von Rainer Rosshirt, dem Redakteur, der die Leserbriefe beantwortete waren, neben Interesse und einer gewissen angeeigneten Fachkompetenz, seine satirischen und ironischen Bemerkungen auf Fragen, Bitten und Anregungen von Lesern. Neben technischen Fragen zu Hardware und Software wurden auch Kritik und Vorschläge zum Magazin behandelt. Teilweise wurden es aber auch sehr abstrakt, zum Beispiel wenn es über die Zukunft des schon damals legendären C64 ging. Gelegentlich zogen sich sogar Fehden zwischen mehreren Lesern und Rosshirt durch mehrere Ausgaben.
Inwiefern die Leserbriefe damals echt waren, lässt sich heute nur noch schwer nachvollziehen. Hervorzuheben ist, dass durch den einfach gehaltenen Stil der Redaktion um Rainer Rosshirt jeder Laie einen Bezug über diverse Problemfälle bekam und sich in die Materie leicht einarbeiten konnte, ohne jemals praktische Erfahrung gehabt zu haben. Rosshirt verstand es auch, diverse Beispiele aus dem Alltag zum Vergleich heranzuziehen, die es den Lesern ermöglichten, seinen Standpunkt nachzuvollziehen. Er verstand es, abstrakte Themen in einer Computerspiele-Zeitschrift interessant zu erörtern und das Interesse der Leser zu wecken.

## Auflage
Die Auflage betrug im Quartal 2/1994 76.207, im Quartal 3/1994 52.080 und im Quartal 4/1994 63.331 Exemplare. Im Quartal 1/1995 lag sie bei 42.794 Exemplaren.

## Fernsehsendung
1994 liefen sonntags wöchentlich drei Ausgaben der Sendung PlayTime TV auf RTL II mit Stephan Heller, bei der Spieler gegeneinander bestimmte Videospiele spielten und neue Computerspiele präsentiert wurden.